# 2493 Elmer
2493 Elmer è un asteroide della fascia principale. Scoperto nel 1978, presenta un'orbita caratterizzata da un semiasse maggiore pari a 2,7882854 UA e da un'eccentricità di 0,1723109, inclinata di 8,72713° rispetto all'eclittica.
È intitolato all'astronomo dilettante statunitense Charles Wesley Elmer. 
Stanti i suoi parametri orbitali, è considerato un membro della famiglia Gefion di asteroidi.